# Effet audio
Pour les articles homonymes, voir Effet (homonymie).
À ne pas confondre avec l'effet sonore qui représente un bruitage en audiovisuel.
Les effets, ou effets audio, sont des dispositifs électroniques ou informatiques permettant la modification d'un signal sonore en vue de le rendre plus agréable à l'écoute, de le corriger, ou même de le rendre méconnaissable afin d'en tirer un rendu sonore inédit. Ces effets sont utilisés dans de nombreux domaines tels que la musique, la sonorisation, l'animation, le cinéma ou les jeux vidéo.

## Caractéristiques

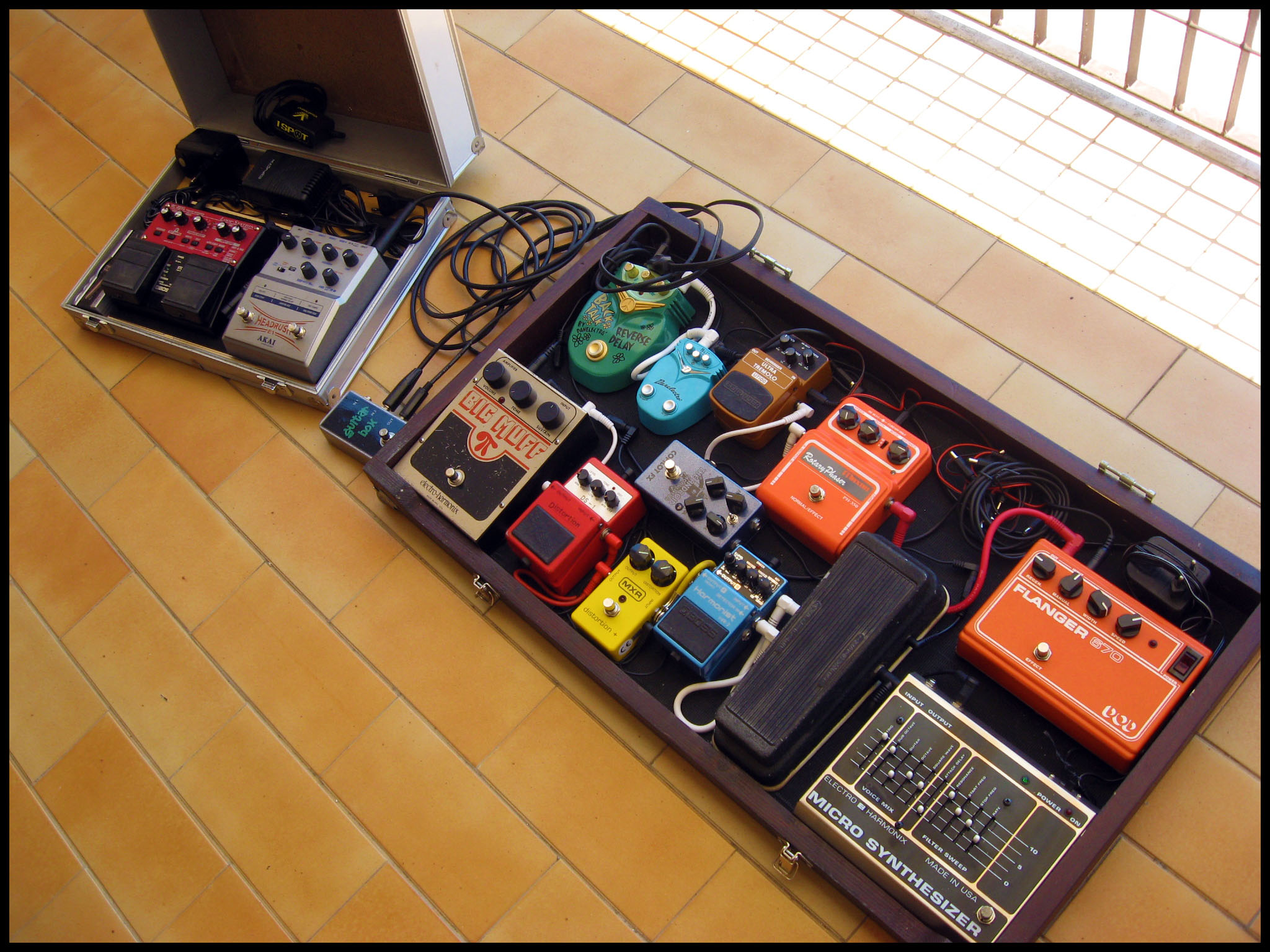
Effets pour guitare électrique sous forme de pédales.

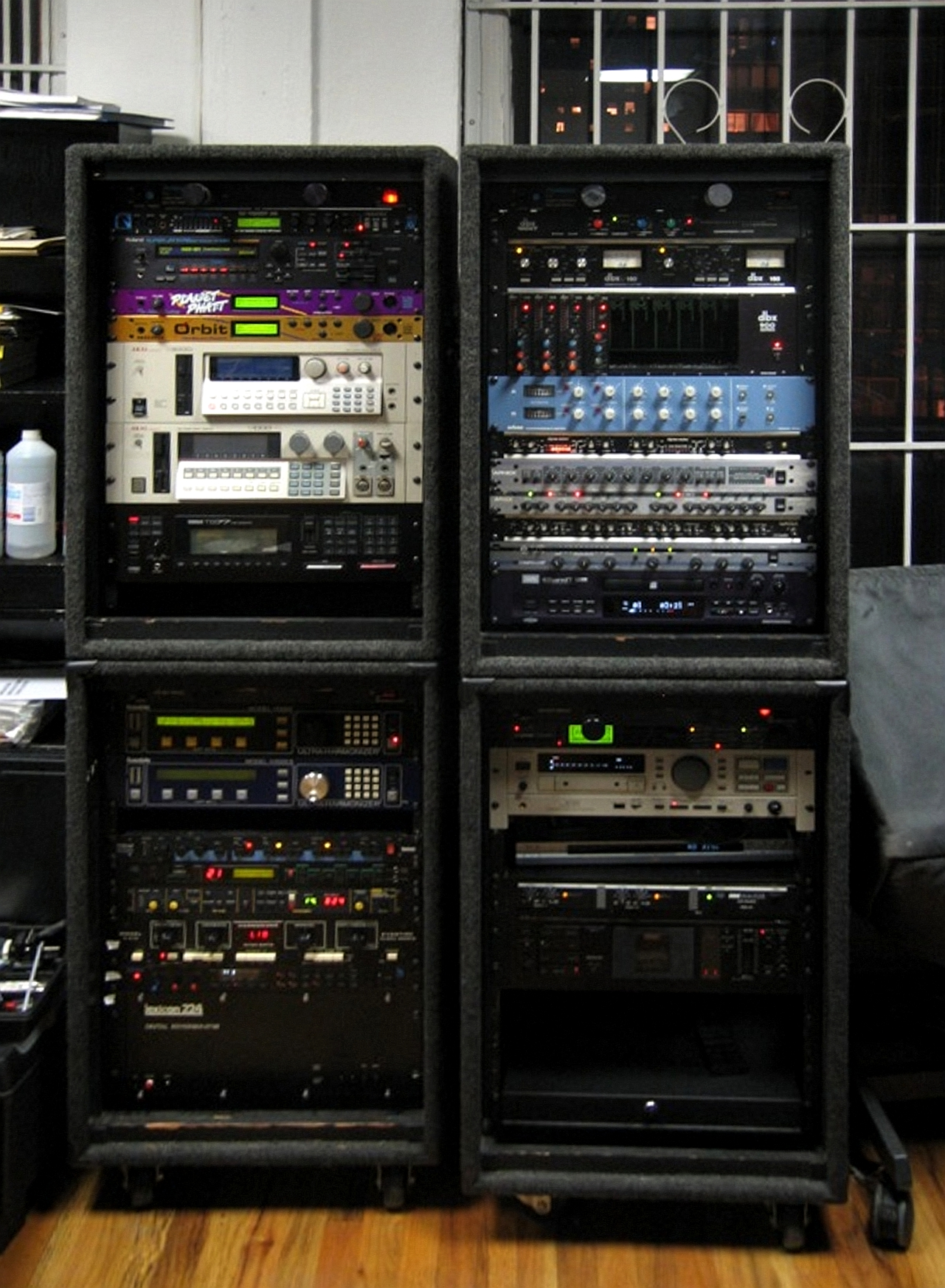
Effets de studio sous forme de rack.

Un générateur d'effet peut se trouver sous différentes formes :
Pour le musicien sur scène, il se présente souvent sous la forme compacte d'une pédale d'effet à brancher entre l'instrument et l'amplification. Les effets sont parfois même directement intégrés dans les instruments lorsqu'ils sont électroniques.
En sonorisation, et dans les studios d'enregistrement, ils se présentent sous forme de modules « rackables ». Certains effets se trouvent aussi directement intégrés dans la table de mixage.
Enfin, les effets appliqués par ordinateur prennent la forme d'un logiciel, ou simplement d'un plug-in (par exemple de type VST) chargé dans une station audio-numérique.

## Domaines d'application
Les effets sont très présents en musique, aussi bien manipulés par les musiciens eux-mêmes que dans la suite de la chaine de production: production, mixage, mastering.
Dans l'animation, le cinéma, ou les jeux vidéo, les effets sont utilisés pour la spatialisation des sons, afin d'assurer la cohérence entre le son et l'image favorisant l'immersion du spectateur. Ils permettent également de déformer certains sons, comme les voix des personnages.
En sonorisation, les effets sont principalement utilisés pour la correction et le mixage des sons.

## Exemples d'effets audio

### Effets dynamiques
Ces effets ont une action sur la dynamique sonore du signal :
- L'expander augmente la dynamique d'un signal en diminuant les niveaux faibles ou en amplifiant les niveaux forts, voire les deux ;
- Le noise gate coupe le son en dessous d’un certain niveau, utile pour diminuer le souffle en coupant le micro du chanteur lorsqu'il ne chante pas, ou limiter le souffle généré par une saturation (sur guitare électrique notamment) ;
- Le compresseur réduit des écarts de dynamique, permet d'intégrer des instruments dans le mix ;
- Le limiteur permet de limiter le niveau du signal, afin par exemple de protéger les amplis/enceintes ;
- Le dé-esseur est un compresseur associé à un égaliseur permettant la diminution des sifflantes sur une voix ;
- le trémolo fait varier cycliquement le volume.

### Effets temporels
Les effets temporels sont basés sur le retardement du signal :
- Le delay permet de répéter un signal, très utile pour la spatialisation du son, ou pour simuler un écho ;
- La réverbération permet également de spatialiser la source sonore, pour donner une impression de profondeur ;
- Le chorus, le vibrato et le flanger sont des effets généralement utilisés pour grossir les sons des guitares, claviers ou cymbales ; ils sont également classés parmi les effets de modulation, aux côtés du phaser, de l'univibe, du vibrato et parfois du trémolo ;
- La ligne à retard permet de corriger la désynchronisation des signaux induite par la distance séparant les haut-parleurs.

### Filtres
Ces effets se basent sur un filtrage fréquentiel (passe-bas, passe-haut, passe-bande, coupe-bande) du signal :
- L’égaliseur permet de modifier le spectre sonore, pour modifier le timbre, ou supprimer des fréquences résonantes ou des larsens ;
- La wah-wah permet d'ajouter de l'expression à des phrases musicales ;
- L'envelope filter est un filtre qui réagit à l'attaque de l'instrument, permettant d'ajouter de l'expression à des phrases musicales
- le phaser est un effet reposant sur une variation cyclique des fréquences, donnant un effet tourbillonnant ; l'univibe en est un dérivé ;
- Le crossover permet de séparer les aigus/médiums/graves d’un son pour les répartir ensuite vers des amplis et des enceintes individuellement ;
- Le larsen-killer permet de supprimer automatiquement un larsen sans dénaturer le son.

### Distorsions
Les effets de distorsion permettent de changer le caractère du son. Ils peuvent être dosés de manière subtile, ou au contraire poussés au point de ne plus le reconnaître.
- La distorsion, la fuzz, l'overdrive et le treble booster permettent de saturer le son ;
- Le simulateur d'ampli (en), appliqué au signal brut d'une guitare électrique, permet de retrouver la couleur d'un amplificateur de guitare ; un simulateur de haut-parleur y est souvent adjoint ;
- L’exciter (légère distorsion permettant de redonner des harmoniques à un son jugé pauvre, crée artificiellement des harmoniques en distordant certaines fréquences choisies, et en jouant subtilement sur des déphasages).

### Transposeurs
- L'octaver transpose à une ou deux octaves en dessous ou au-dessus la tonalité du signal entrant ;
- Le pitch shifter permet de décaler la hauteur d'un signal ;
- l'harmoniseur est un pitch shifter qui rajoute une note harmonisée à une autre note, permettant de créer des harmonies en fonction de la gamme jouée.
- L'auto-tune permet de réajuster les fausses notes.

### Post-production
Ces effets ne peuvent pas être utilisés sur scène, mais sont possibles en studio.
- Le time stretching permet de changer la vitesse d'un enregistrement sans changer sa hauteur ;
- L'écho inversé (reverse delay), qui répète la note en l'inversant